# Canda (Venetien)
Canda ist eine italienische Gemeinde (comune) mit 820 Einwohnern (Stand 31. Dezember 2023) in der Provinz Rovigo, Region Venetien.

## Geographie
Die Gemeinde liegt etwa 22 km westsüdwestlich der Provinzhauptstadt Rovigo. Sie bedeckt eine Fläche von etwas mehr als 14 km². Die Nachbargemeinden sind Badia Polesine, Bagnolo di Po, Castelguglielmo, Lendinara und Trecenta.

## Sehenswürdigkeiten
- Villa Nani Mocenigo, deren Bau von Vincenzo Scamozzi 1580 begonnen wurde.[2]